# Chalcochiton speciosus
Chalcochiton speciosus är en tvåvingeart som beskrevs av Friedrich Hermann Loew 1844. Chalcochiton speciosus ingår i släktet Chalcochiton och familjen svävflugor. Inga underarter finns listade i Catalogue of Life.